# Mont Tsubakuro
Le mont Tsubakuro (燕岳, Tsubakuro-dake) est une montagne culminant à 2 763 m d'altitude à Azumino dans la préfecture de Nagano au Japon. Il fait partie de la chaîne des monts Hida, dans le parc national de Chūbu-Sangaku.

## Toponymie
Le nom du mont Tsubakuro (燕岳, litt. « mont hirondelle ») fait allusion à la forme de la montagne qui ressemblerait à un oiseau déployant ses ailes : l'hirondelle rustique (燕 (tsubame)), une espèce de passereaux commune dans l'écosystème que constitue la montagne. La ligne de crête qui relie, dans un axe nord-sud, les pics voisins de plus de 2 700 m était autrefois appelée mont Byōbu (屛風岳, Byōbu-dake, litt. « mont paravent »).

## Géographie

### Situation
Le mont Tsubakuro est situé à cheval sur la limite des villes d'Ōmachi et Azumino, dans le Nord-Ouest de la préfecture de Nagano, sur l'île de Honshū, au Japon,. Il est l'un des sommets des monts Hida dans le parc national de Chūbu-Sangaku,.

### Hydrologie
La rivière Nakabusa, un cours d'eau du bassin versant de la rivière Sai (affluent de rive gauche du fleuve Shinano), prend sa source sur le versant est du mont Tsubakuro. Sur les pentes de la face ouest de la montagne, des torrents se forment, rejoignant la rivière Takase dont le cours supérieur s'étire à son pied.

### Géologie
Le mont Tsubakuro est essentiellement composé de granite datant du Crétacé (145 à 66 Ma). Au-delà de la limite des arbres, le sol de la montagne est constitué d'une arène granitique.

### Panorama
Le sommet du mont Tsubakuro offre une vue panoramique sur les monts Ushirotateyama (ja), extension nord-est des monts Hida dominée par le mont Shirouma, le groupe volcanique méridional de Yatsugatake, le mont Asama et le mont Fuji, visible au loin (environ 180 km, dans la direction sud-est), par temps très clair.

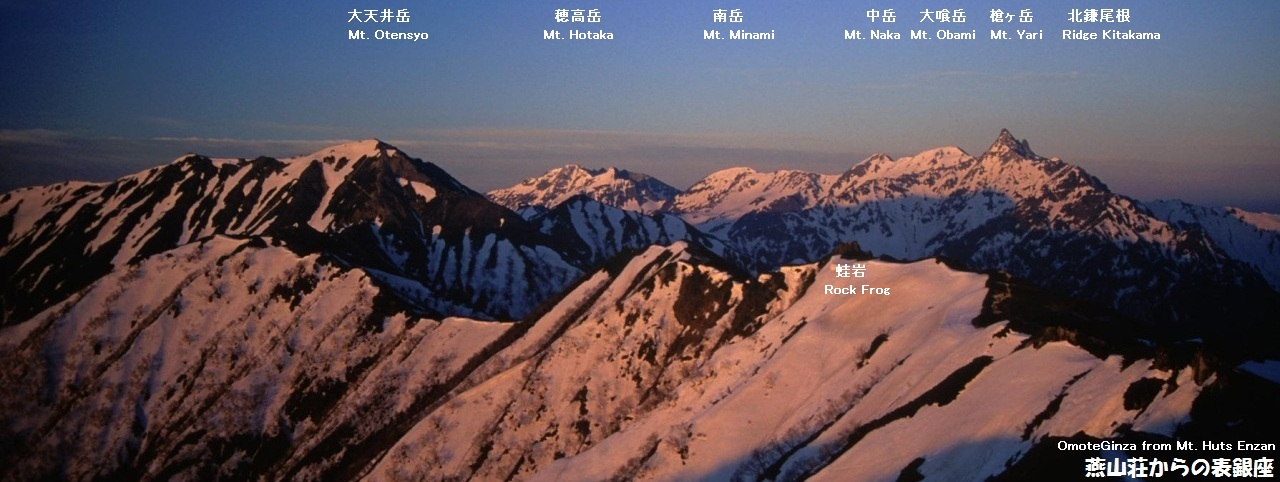
Vue du mont Otensho et du mont Yari depuis un refuge de montagne, au sud du mont Tsubakuro (environ 2711 m d'altitude).